# 14794 Konetskiy
14794 Konetskiy (1976 SD5) là một tiểu hành tinh vành đai chính được phát hiện ngày 24 tháng 9 năm 1976 bởi N. S. Chernykh ở Đài vật lý thiên văn Crimean.